# Luising
Luising (ungarisch Lovászad) ist eine Ortschaft der Gemeinde Heiligenbrunn im Bezirk Güssing im österreichischen Bundesland Burgenland. Sie bildet eine eigene Katastralgemeinde und liegt direkt an der ungarischen Grenze. Wegen der 1923 im Zuge von Grenzkorrekturen verspäteten Angliederung an das neu geschaffene Bundesland Burgenland handelt es sich bei Luising um den jüngsten Ort Österreichs. Das Dorf zählt gleichzeitig zu den zehn bevölkerungsärmsten Ortschaften des Burgenlandes.

## Etymologie
Der Name Luising leitet sich vermutlich von der ungarischen Ortsbezeichnung Lovászad ab, die wiederum vom altmagyarischen Lovász (deutsch Pferdeknecht) abstammen dürfte. Die Bezeichnung dürfte sich von einer wahrscheinlich im Ort bestehenden Stuterei des Klosters Pernau ableiten, zu dessen Herrschaft Luising gehörte. Ein Grund für diese Annahme ist die geografische Nähe Luisings zum Fluss Pinka und der Via regia Hungariae. Entlang der ungarischen Königsstraße gab es – vor allem im Bereich von Stellen zur Flussüberquerung – oft Gestüte zum Pferdewechsel.
Das Dorf taucht 1455 in einer Urkunde als poss. Louazad auf, in späteren Dokumenten als Lovaszad (1637), Lovaszad und Luising (1698), Linsing (1773) und als Luißing (1786).

## Geografie
Der Ort liegt im südöstlichsten Winkel des Südburgenlandes direkt an der Grenze zu Ungarn, von dem es im Norden, Osten und Süden begrenzt wird. Die Grenzflüsse Pinka im Norden und Strem im Süden stellen eine natürliche Barriere zum Nachbarland dar. Im Süden des Ortes befinden sich außerdem im Grenzbereich dichte Waldgebiete.

## Geschichte

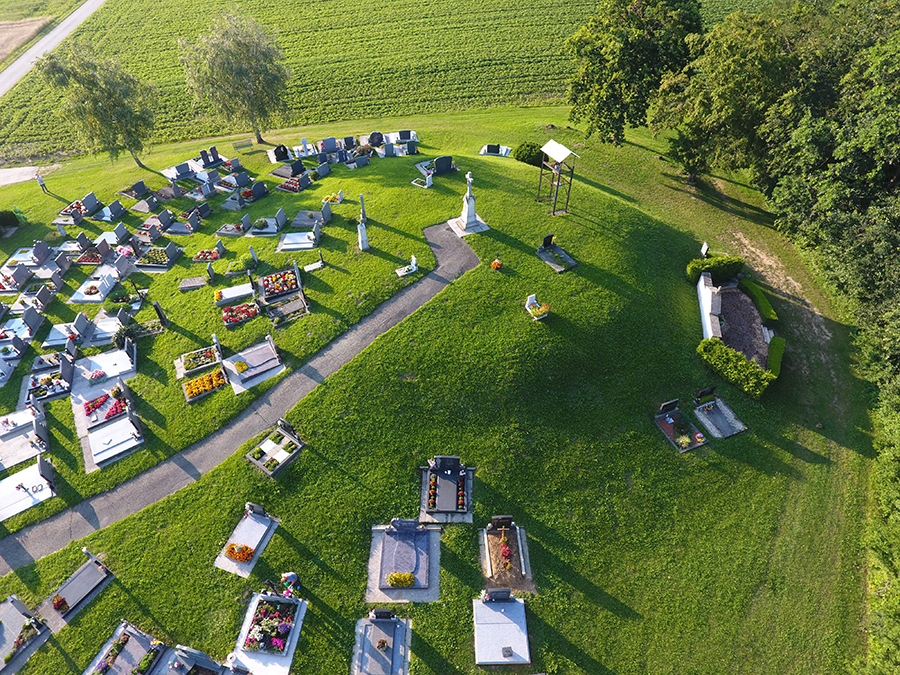
Der Friedhofshügel Hagensdorf-Luising wurde vermutlich bereits in römischer oder vorrömischer Zeit errichtet.

Eine Besiedlung der Gegend dürfte bereits in römischer oder vorrömischer Zeit bestanden haben. Der Friedhofshügel an der Grenze zwischen den Orten Hagensdorf und Luising wurde vermutlich im ersten oder zweiten Jahrtausend vor Christus als Grabtumulus errichtet.
Auf diesem Hügelgrab wurde dann wahrscheinlich im 13. Jahrhundert eine kleine Wehranlage mit gemauertem Turm und ihm umgebende, künstlich angelegte Wall- und Grabenanlage errichtet. Innerhalb des Walls wurde später die alte Pfarrkirche Hagensdorf errichtet. Die Anlage, die etwa 0,8 km nordwestlich der heutigen Ortschaft liegt, wurde vermutlich im Zuge der Güssinger Fehde geschleift.
Durch das Anwerben freier Siedler durch den Ungarischen Reichstag im 18. Jahrhundert, kam es zu einer Einwanderungsbewegung aus Braunschweig, Franken, Lothringen, dem Rheinland und Schwaben. Letztere ließen sich unter anderem in den Dörfern Luising und Hagensdorf nieder. Hinweise auf diese Besiedelung sind bis heute im örtlichen Dialekt bemerkbar, der sich von jenen der Nachbardörfer unterscheidet.
Der Ort gehörte wie das gesamte Burgenland bis 1920/21 zu Ungarn (Deutsch-Westungarn). Ab 1898 musste aufgrund der Magyarisierungspolitik der Regierung in Budapest der ungarische Ortsname Lovászad verwendet werden. Nach Ende des Ersten Weltkriegs kam es zu zähen Verhandlungen zur Aufteilung Deutsch-Westungarns zwischen den Nachfolgestaaten Österreich-Ungarns, der Republik Österreich und dem Königreich Ungarn. In den Verträgen von St. Germain und Trianon 1919 wurden die westlichen Nachbardörfer Deutsch Bieling, Hagensdorf und Heiligenbrunn Österreich zugesprochen, Luising verblieb aber bei Ungarn. 
Aufgrund der engen Beziehung zum Nachbardorf Hagensdorf führte dies zu zahlreichen Problemen im Alltag: Die nächste Kirche und Schule befanden sich in Hagensdorf, und den Friedhof – durch dessen Mitte nun die Staatsgrenze verlief – teilte man sich mit den Nachbarn. Zusätzlich gab es familiäre und wirtschaftliche Verflechtungen der beiden Schwabendörfer durch Heirat oder Grundbesitz im jeweils anderen Dorf. Nach einem langen Kampf entschied eine alliierte Grenzregulierungskommission schließlich zugunsten der Bevölkerung, und Luising wurde 1923 zusammen mit dem etwa 25 km weiter nördlich gelegenen Schandorf nachträglich an die Republik Österreich angeschlossen.
1971 wurde der Ort im Zuge des Gemeindestrukturverbesserungsgesetzes der burgenländischen Landesregierung mit Deutsch Bieling, Hagensdorf, Heiligenbrunn und Reinersdorf zur neuen Gemeinde Heiligenbrunn zusammengelegt.

## Kultur und Sehenswürdigkeiten

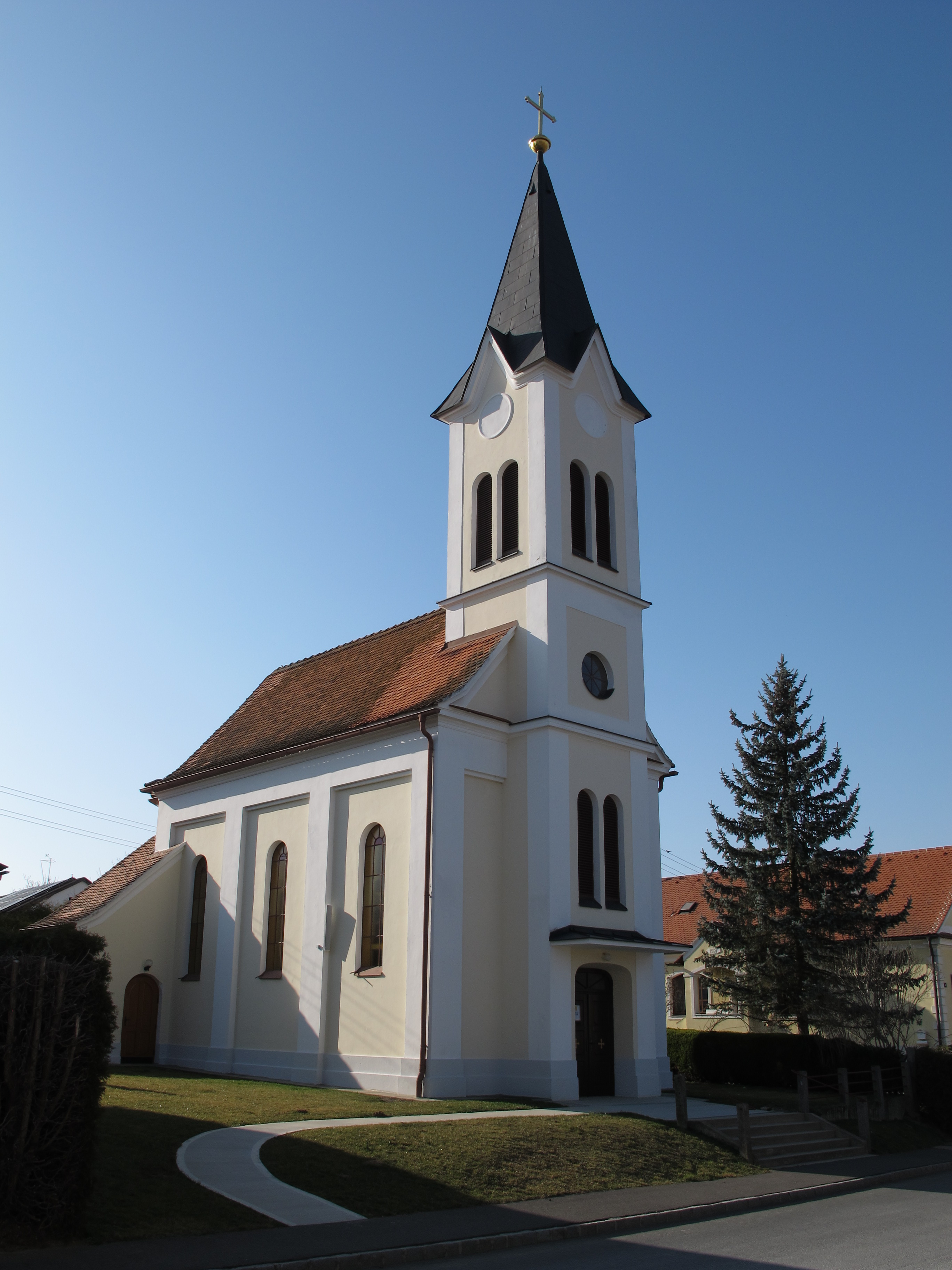
Filialkirche hl. Anna im Ortszentrum

- Friedhofshügel Hagensdorf-Luising: mit Hagensdorf geteilter Friedhof nördlich des Ortes, Standort einer ehemaligen Wehranlage
- Filialkirche hl. Anna: denkmalgeschützter, klassizistischer Sakralbau im Ortszentrum aus dem Jahr 1932[12]
- Schloss Luising: um 1990 errichteter neohistoristischer Schlossbau, Landsitz von Alfons Mensdorff-Pouilly[13]
- Wegkapelle: beim Schloss gelegen, Ziegelbau aus dem 19. Jahrhundert, mit Pilastern und Dreiecksgiebel[12]
- Kreuzigungsgruppe: am östlichen Ortsausgang, ehemaliges Friedhofskreuz von 1913 (siehe Geschichte des Friedhofshügels)[12]

## Natur

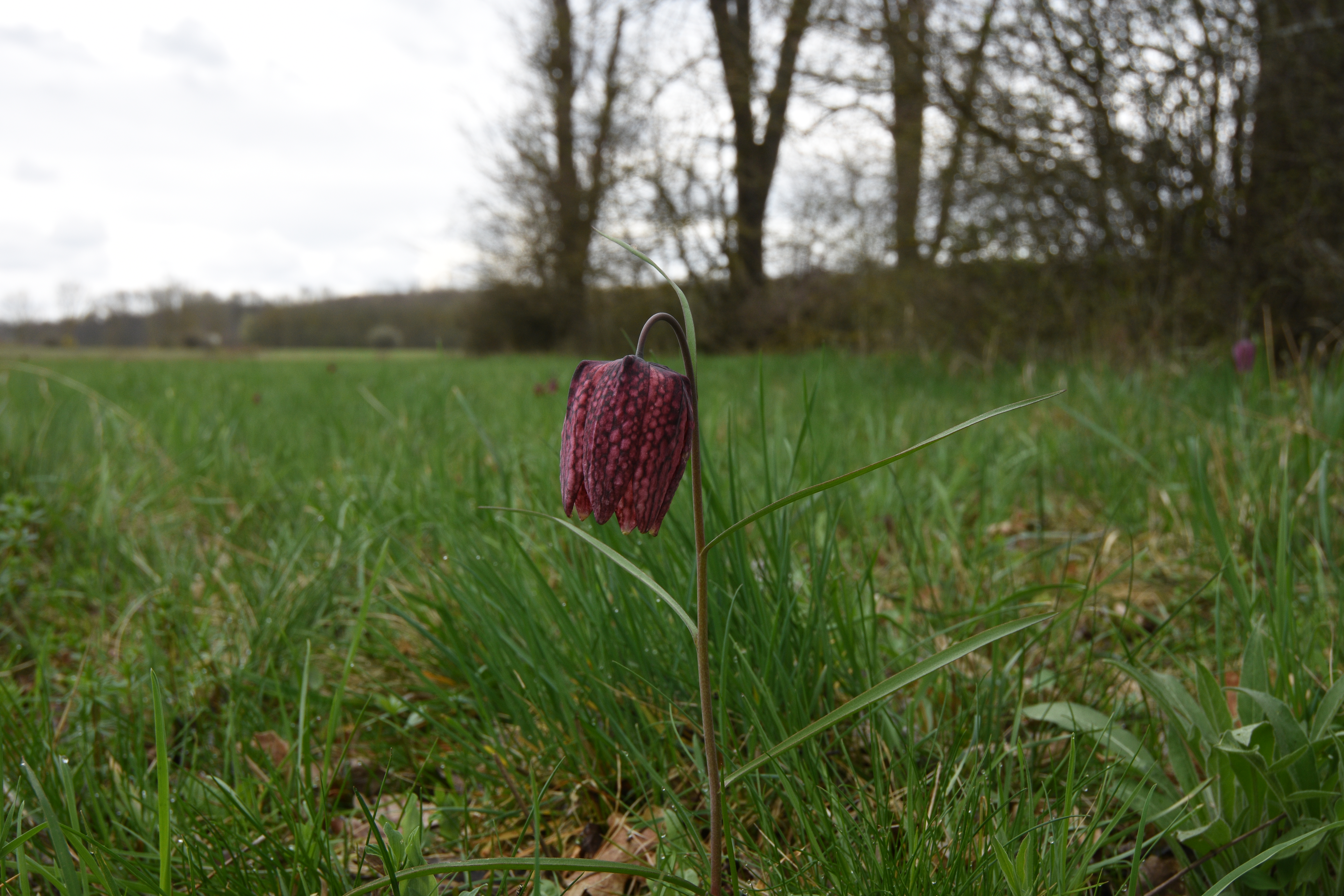
Die Schachblumenwiese in Luising

- Im Südosten des Ortes befindet sich die größere der Schachblumenwiesen Hagensdorf-Luising, dem zusammen größten in Österreich vorhandenen Vorkommen der vom Aussterben bedrohten Schachblume (lat.: Fritillaria meleagris). Das ca. 33 ha große Naturschutzgebiet liegt etwa 450 m vom südlichen Ortsrand entfernt, im Ried Auwald.[14]

## Persönlichkeiten
- Alfons Mensdorff-Pouilly (* 1953), Geschäftsmann, Lobbyist und Landwirt, lebt in Luising[15]
- Ernst Posch  (* 4. April 1955), österreichischer Maler, lebt seit 2015 in Luising
- Reinhard Schnakl (* 1972), Polizeioffizier und Ministerialbeamter, stammt aus Luising[16]